# Cantó de Loulay
El cantó de Loulay és un cantó francès del departament del Charente Marítim, situat al districte de Saint-Jean-d'Angély. Té 15 municipis i el cap és Loulay.

## Municipis
- Bernay-Saint-Martin
- Coivert
- Courant
- La Croix-Comtesse
- Dœuil-sur-le-Mignon
- La Jarrie-Audouin
- Loulay
- Lozay
- Migré
- Saint-Félix
- Saint-Martial
- Saint-Pierre-de-l'Isle
- Saint-Séverin-sur-Boutonne
- Vergné
- Villeneuve-la-Comtesse

| Data d'elecció                           | Identitat          | Partit                     | Qualitat |
| ---------------------------------------- | ------------------ | -------------------------- | -------- |
| 1945-1973                                | M. Malveau         | radical                    |          |
| 1973-1979                                | Mme Boucard        | divers droite, després RPR |          |
| 1979-1985                                | M. Coussot         | PS                         |          |
| 1985-1998                                | Camille Furgier    | PS                         |          |
| 1998-                                    | Jean-Marie Roustit | Divers droite              |          |
| les dades anteriors no són pas conegudes |                    |                            |          |
|                                          |                    |                            |          |

| A partir de 1990: Població sense dobles comptes |